# دونا أندرسون
دونا أندرسون (بالإنجليزية: Donna Anderson)‏ (5 سبتمبر 1939)، ممثلة أمريكية بدأت التمثيل عام 1959 واستمرت حتى عام 1984.

## روابط خارجية
- دونا أندرسون على موقع IMDb (الإنجليزية)
- دونا أندرسون على موقع أول موفي (الإنجليزية)
- دونا أندرسون على موقع قاعدة بيانات الفيلم (الإنجليزية)